# Domenico Diodati
Pour les articles homonymes, voir Diodati.
Domenico Diodati né à Naples le  31 octobre 1736 et mort dans la même ville le 21 avril 1801 est un archéologue, numismate et écrivain italien.

## Biographie
Né le 31 octobre 1736, à Naples, d’une famille illustre, Domenico Diodati  fut élevé par les premiers professeurs de son temps. En 1767, il publia une dissertation dans laquelle, après avoir essayé de prouver que le grec était la langue vulgaire en Orient, près de deux siècles avant l’ère chrétienne, il soutient que Jésus-Christ et ses disciples faisaient usage de cette langue, et par conséquent que les textes originaux du Nouveau Testament sont en grec et non pas en hébreu. Cette opinion paradoxale, appuyée de toutes les raisons qu’avait pu lui fournir son immense érudition, partagea les savants. Combattue par tous les hébraïsants, elle trouva des défenseurs dans le sein des Académies. L’impératrice Catherine II, dont ce système favorisait les idées religieuses, fit remettre à Diodati, comme un témoignage de sa satisfaction, avec une médaille d’or du plus grand module, un magnifique exemplaire du Code de la Russie, imprimé à Saint-Pétersbourg en quatre langues. L’Accademia della Crusca s’empressa de l’inscrire au nombre de ses associés. Diodati fut nommé l’un des quinze membres de l’Académie Ercolanese ; et il enrichit de plusieurs mémoires le recueil des antiquités d’Herculanum commencé par Bayardi. Il avait formé la suite la plus complète que l’on eût vue jusqu’alors des monnaies des rois de Sicile, et, afin de montrer à ses compatriotes que l’étude des médailles n’est pas moins utile que celle de la diplomatique, pour éclaircir les points obscurs de l’histoire. La recherche et l’examen des inscriptions occupèrent aussi ses loisirs. Il recueillit toutes celles du royaume de Naples, échappées à ses devanciers, et se fit un plaisir de communiquer sa collection à tous ceux qui pouvaient en tirer quelque utilité pour leurs travaux. Diodati mourut à Naples, le 21 avril 1801.

## Œuvres
- De Christo græce loquente exercitatio, qua ostenditur græcam linguam cum Judæis tum ipsi Christo et apostolis nativam ac vernaculam fuisse, Naples, 1767, in-8° ; c’est la dissertation dont on a parlé. Quelque opinion que l’on ait sur le système de Diodati, on n’en est pas moins forcé de rendre justice à son érudition et au talent avec lequel il a su s’en servir[1].
- Illustrazioni delle monete nominate nelle nostre costituzioni, Naples, 1788, in-4°. Cette dissertation est extraite du 1er volume des Actes de l’Académie napolitaine. Elle ne concerne que les anciennes monnaies de la Sicile. On regrette que Diodati n’ait pas fait le même travail pour celles du royaume de Naples.
- La Vie de Martorelli, l’un de ses professeurs ;
- un Traité sur le prêt à intérêt. Cet ouvrage, écrit dans un but de conciliation, sert aujourd’hui de règle en Italie à tous les hommes éclairés[2].